# 索斯诺夫卡 (坦波夫州)
索斯诺夫卡（羅馬化：Sosnovka）是俄罗斯坦波夫州的市级镇，为该州索斯诺夫卡区行政中心及规模最大聚居地。地处坦波夫州北部，位于伏尔加河流域茨纳河一支流切尔诺瓦亚河（Челновая）畔，在州府坦波夫北方。东距A143公路（连接坦波夫与梁赞州沙茨克）约16公里。
该地2022年人口有7,885人；2010年人口9,189；2002年人口10,791；1989年人口11,814。